# Подпружніков Кирил Михайлович
Кирил Михайлович Подпружніков (рос. Кирилл Михайлович Подпружников; 31 січня 1984, Ленінград, РРФСР) — український футболіст, півзахисник.

## Життєпис
Вихованець петербурзької «Зміни». Футбольну кар'єру розпочав у дублі «Зеніту», у футболці якого відіграв 2 сезони (11 матчів). У 2003 році виступав за фарм-клуб петербуржців, «Зеніт-2», у Другому дивізіоні чемпіонату Росії. Наступного року приєднався до іншого друголігового клубу, петербурзького «Петротресту». Допоміг своєму новому клубу вийти до Першого дивізіону. У 2006 році знову грав за «Зеніт-2», а наступного року опинився в новокузнецькому «Металург-Кузбасі». У 2008 році повернувся у «Зеніт-2». Потім грав за петербурзьке «Динамо» та «Динамо» (Брянськ). У сезоні 2010/11 років перебував у заявці представника вищолігової «Волині». Проте за першу команду лучан не зіграв жодного офіційного поєдинку, вийшовши на поле в 1-у поєдинку молодіжного чемпіонату України. Завершував професіональну кар'єру Кирил у клубі другого дивізіону «Карелія». З 2013 по 2016 рік грав за петербурзьку «Зірку» в аматорському чемпіонаті Росії. Футбольну кар'єру завершив у 2016 році.